# Неледина
Неледина — река в России, протекает в Краснохолмском районе Тверской области. Устье реки находится в 74 км по правому берегу реки Могоча. Длина реки составляет 33 км, площадь водосборного бассейна — 234 км².
В 12 км от устья справа в Неледину впадает Ремяска.
Крупнейший населённый пункт на реке — город Красный Холм, кроме того, по берегам реки стоят деревни Утеховского, Глебенского и Барбинского сельских поселений.

## Данные водного реестра
По данным государственного водного реестра России относится к Верхневолжскому бассейновому округу, водохозяйственный участок реки — Молога от истока и до устья, речной подбассейн реки — Реки бассейна Рыбинского водохранилища. Речной бассейн реки — (Верхняя) Волга до Куйбышевского водохранилища (без бассейна Оки).
По данным геоинформационной системы водохозяйственного районирования территории РФ, подготовленной Федеральным агентством водных ресурсов:
- Код водного объекта в государственном водном реестре — 08010200112110000005545
- Код по гидрологической изученности (ГИ) — 110000554
- Код бассейна — 08.01.02.001
- Номер тома по ГИ — 10
- Выпуск по ГИ — 0